# Johan Mastenbroek
Johan Mastenbroek (Dordrecht, 1902. július 5. – 1978. május 23.) holland labdarúgóedző. 

## Pályafutása
Dordrechtben született és nőtt fel Klaas Mastenbroek szabó és Goverdina Rackwitsz fiaként. 1924-ben feleségül vette Johanna van den Bovenkampot Hengelóban, ekkor iskolai tanár volt.
Az 1938-as labdarúgó-világbajnokságon a Holland Kelet-India nemzeti csapatának edzője (amikor az ország holland gyarmat volt). A válogatott 6-0-ra kikapott Magyarország ellen az első nyolcaddöntőben.
A Nederlandsch-Indische Voetbal Unie (Holland Kelet-Indiai Labdarúgó Szövetség) elnöke és a Holland Kelet-indiai Olimpiai Bizottság alelnöke volt.